# Coelichneumon deliratorius
Coelichneumon deliratorius là một loài tò vò trong họ Ichneumonidae.